# Guerra del Golfo
La guerra del Golfo (2 agosto 1990 – 28 febbraio 1991), detta anche prima guerra del Golfo in relazione alla cosiddetta seconda guerra del Golfo, è il conflitto che oppose l'Iraq a una coalizione composta da 35 Stati formatasi sotto l'egida dell'ONU e guidata dagli Stati Uniti, che si proponeva di restaurare la sovranità del piccolo emirato del Kuwait, dopo che questo era stato invaso e annesso dall'Iraq. Fu anche un evento mediatico che segnò uno spartiacque nella storia dei media: fu infatti definita «la prima guerra del villaggio globale».

## Cause scatenanti
Il 2 agosto 1990 il raʾīs (presidente) iracheno Saddam Hussein invase il vicino Stato del Kuwait per via delle sue considerevoli riserve petrolifere.
Le ragioni dell'invasione vanno rintracciate su due livelli: il primo, consistente in una prova di forza con gli Stati Uniti e i loro alleati, come conseguenza dell'ambigua politica mediorientale portata avanti dal governo di Washington durante e dopo la guerra Iran-Iraq; il secondo rivendicando l'appartenenza del Kuwait alla comunità nazionale irachena, sulla scorta del comune passato ottomano e di una sostanziale identità etnica, malgrado tuttavia l'Iraq avesse riconosciuto l'indipendenza del piccolo emirato del golfo Persico quando questo era stato ammesso alla Lega araba.
L'invasione provocò delle immediate sanzioni da parte dell'ONU che lanciò un ultimatum, imponendo il ritiro delle truppe irachene. La richiesta non conseguì risultati e il 16 gennaio 1991 le truppe degli Stati Uniti, supportate dai contingenti della coalizione, penetrarono in Iraq. Le operazioni di aria e di terra furono chiamate dalle forze armate della coalizione Operation Desert Storm, motivo per cui spesso ci si riferisce alla guerra usando la locuzione "Tempesta nel deserto".

## Diplomazia internazionale

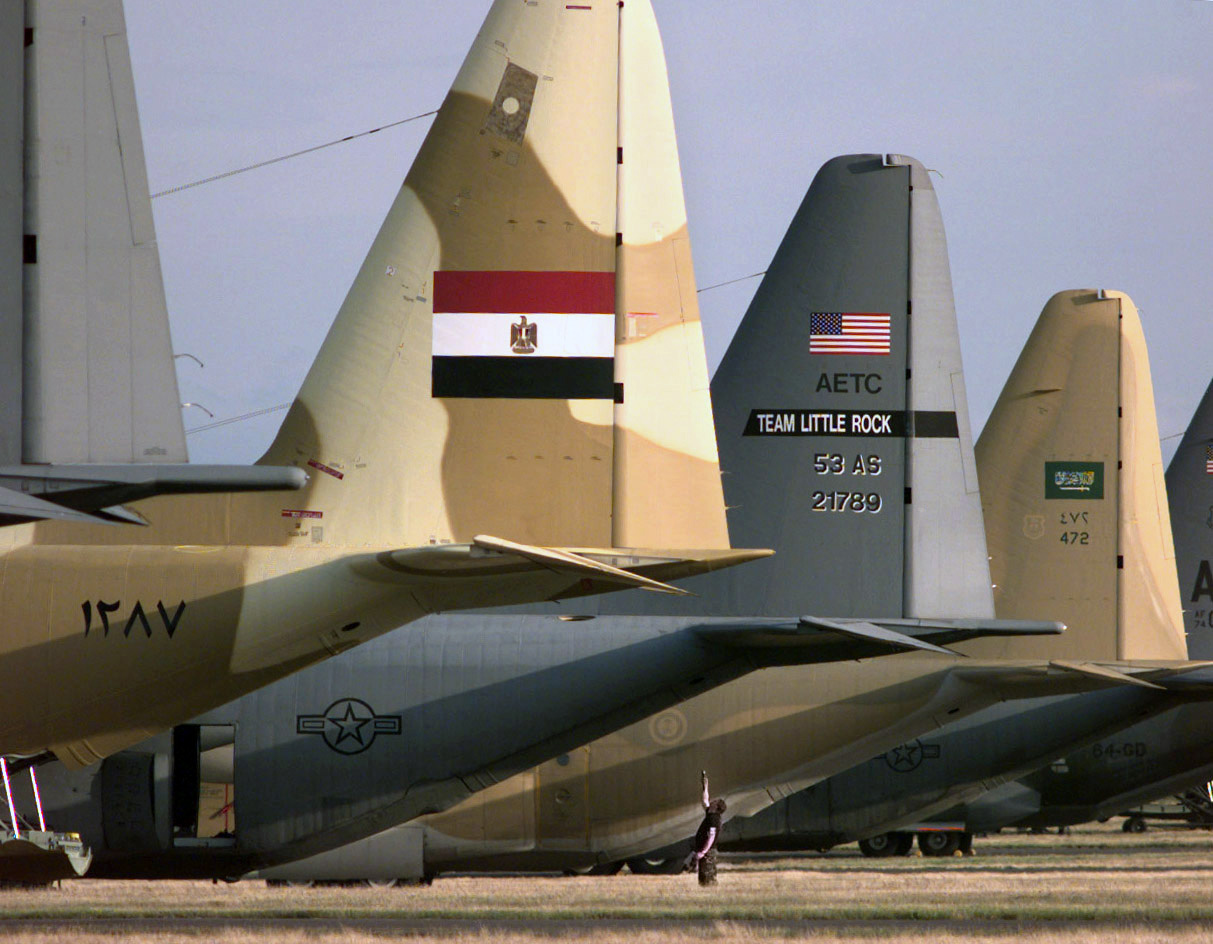
Tre C-130 delle aeronautiche militari egiziana, statunitense e saudita

### Risoluzione ONU
A poche ore dall'invasione del 2 agosto 1990, la popolazione del Kuwait e le delegazioni statunitensi richiesero la convocazione del Consiglio di Sicurezza delle Nazioni Unite, che aveva approvato la risoluzione 660, dove veniva condannata l'invasione e veniva richiesto il ritiro delle truppe irachene. Il 6 agosto, la risoluzione 661 approvò delle sanzioni economiche contro lo Stato iracheno.

### Possibilità di attacco all'Arabia Saudita
La decisione presa dall'occidente di respingere l'invasione irachena fu incoraggiata dalla potenziale minaccia irachena all'Arabia Saudita. Il rapido successo dell'esercito iracheno aveva infatti esposto pericolosamente il vicino campo petrolifero di Hana a eventuali incursioni irachene.
Tra l'Iraq e l'Arabia Saudita erano presenti diversi attriti: i debiti generati dalla guerra Iran-Iraq verso l'Arabia Saudita ammontavano a 26 miliardi di dollari e il confine tra i due Stati non era mai stato definito. Inoltre la posizione saudita nel frenetico gioco diplomatico che aveva preceduto l'invasione aveva dato all'Iraq chiara dimostrazione di come i propositi del suo presidente (esponente dell'ala panaraba del partito socialista Baath) non fossero condivisi dal Sultano di Riad.
Subito dopo la vittoria sul Kuwait, Saddam Hussein iniziò ad attaccare verbalmente la dinastia saudita, affermando che le nazioni amiche degli Stati Uniti erano guardiane illegittime delle città sante della Mecca e di Medina. Hussein (sunnita) combinò il linguaggio dei gruppi islamici che erano stati recentemente combattuti in Afghanistan con la retorica usata dall'Iran (sciita) per attaccare i sauditi.

### OperazioneDesert Shield

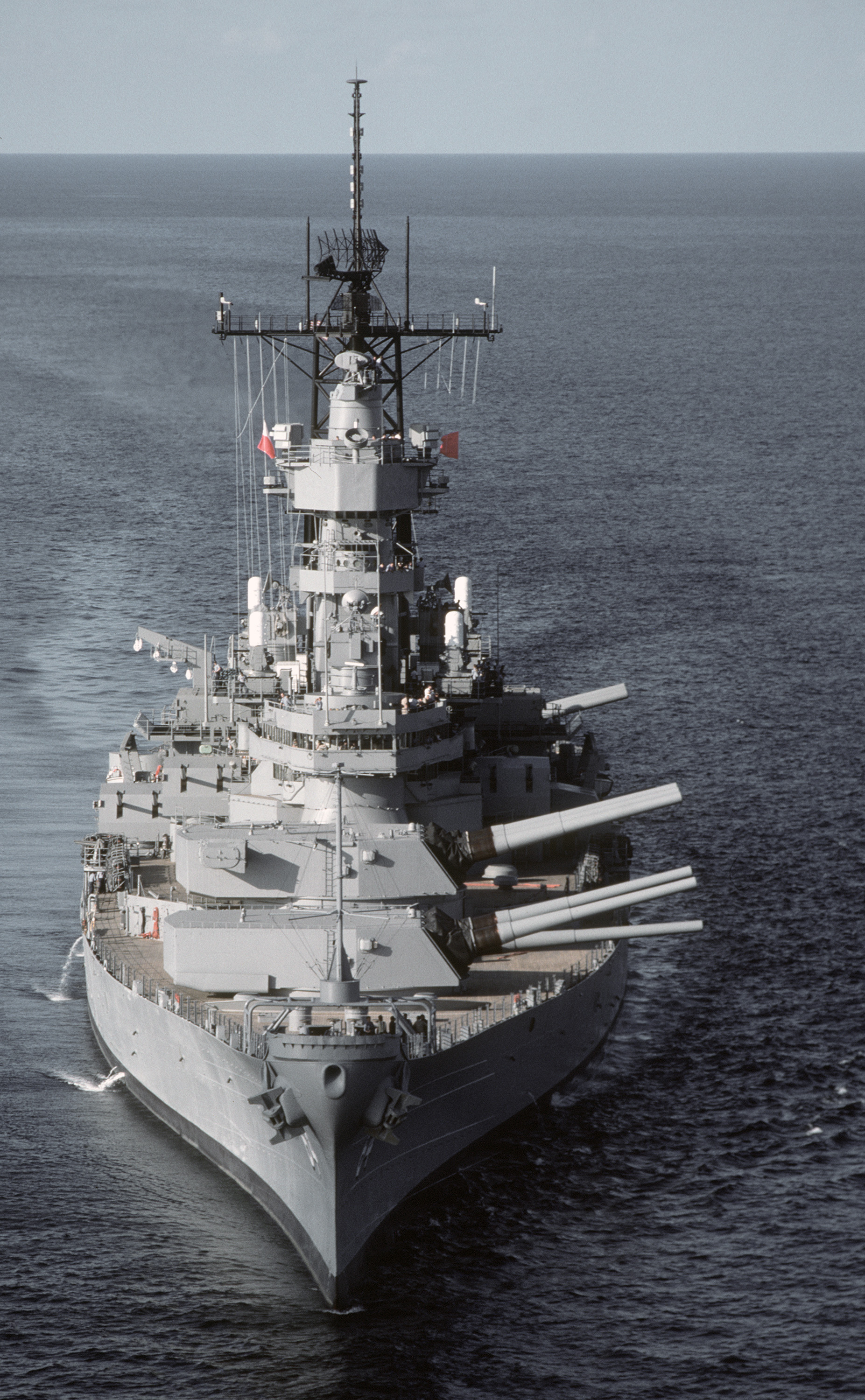
La USS Wisconsin fu una delle molte navi dispiegate per la missione Desert Shield. La nave, nuovamente riattivata, aprì il fuoco contro bersagli nemici per la prima volta dalla guerra di Corea.

Nel 1980 l'allora presidente Jimmy Carter fece la seguente dichiarazione riguardante la sicurezza della regione del golfo Persico, che divenne nota come la dottrina Carter:
Il presidente Ronald Reagan illustrò nel 1981 questa politica dichiarando che gli Stati Uniti avrebbero usato la forza per proteggere l'Arabia Saudita, la cui sicurezza era minacciata dalla guerra tra Iran e Iraq. In base a questo e temendo che l'esercito iracheno potesse lanciarsi in un'invasione dell'Arabia, il presidente George H. W. Bush annunciò che gli Stati Uniti avrebbero intrapreso una missione "totalmente difensiva" chiamata operazione Desert Shield per prevenire un'invasione dell'Arabia da parte degli iracheni. Le truppe statunitensi furono inviate nell'Arabia il 7 agosto 1990.
L'8 agosto l'Iraq dichiarò che parti del Kuwait sarebbero state annesse alla provincia di Bassora mentre il resto avrebbe costituito la 19ª provincia dell'Iraq.
La Marina statunitense mobilitò due gruppi navali, le portaerei USS Dwight D. Eisenhower e USS Independence presenti nell'area assieme alle loro scorte. Un totale di 48 F-15 Eagle del Fighter Squadron 1 alla base aerea di Langley in Virginia giunsero in Arabia Saudita, iniziando immediatamente pattugliamenti del confine iracheno per rilevare e prevenire avanzate irachene, mentre le forze terrestri raggiunsero le 500 000 unità. Gran parte del materiale logistico venne trasportato per via aerea o tramite navi da carico veloci. Tuttavia gli analisti militari erano concordi nel ritenere che le forze statunitensi sarebbero state insufficienti per fermare un'eventuale invasione irachena dell'Arabia Saudita.

### Costituzione della coalizione
Tra le varie risoluzioni ONU, la più importante fu la numero 678, approvata dal Consiglio di Sicurezza il 29 novembre, che fissava l'ultimatum per la mezzanotte del 15 gennaio 1991 Eastern Standard Time (altrimenti ore 08:00 antimeridiane del 16 gennaio 1991, ora locale dovuta a una differenza di 8 ore tra il fuso orario di Washington e quello di Baghdad) per il ritiro delle truppe irachene ed erano autorizzati "tutti i mezzi necessari per sostenere e implementare la risoluzione 660", una formula diplomatica che consisteva nell'approvazione dell'uso della forza.
Gli Stati Uniti assemblarono una coalizione di forze contro l'Iraq. Essa era costituita da 34 nazioni, tra cui: Arabia Saudita, Argentina, Australia, Bahrein, Bangladesh, Brasile, Canada, Cile, Colombia, Corea del Sud, Danimarca, Egitto, Emirati Arabi Uniti, Francia, Germania, Grecia, Honduras, Italia, Kuwait, Marocco, Niger, Norvegia, Nuova Zelanda, Oman, Paesi Bassi, Portogallo, Qatar, Regno Unito, Senegal, Spagna, Sudafrica e gli stessi Stati Uniti d'America.
Alcune nazioni furono restie nell'unirsi alla coalizione; alcune erano convinte che la guerra riguardasse questioni interne del Medio Oriente mentre altre erano preoccupate dall'aumento dell'influenza statunitense in Kuwait. Ad ogni modo molte nazioni si convinsero delle intenzioni belligeranti dell'Iraq verso gli altri Stati arabi e offrirono aiuti economici.
L'Italia partecipò al conflitto, schierando nel golfo Persico sin dall'inizio dell'invasione del Kuwait una forza navale nell'Operazione Golfo 2 e impiegando otto cacciabombardieri Tornado IDS. Il generale Mario Arpino venne posto a capo dell'unità di coordinamento aereo nel corso delle operazioni belliche in Arabia Saudita dall'ottobre 1990 al marzo 1991.
Al termine delle ostilità alcuni cacciamine della marina militare italiana continuarono a operare nella zona per bonificare le acque da mine navali.
Di seguito una tabella con il numero di truppe schierate e i maggiori eventi che caratterizzarono l'impegno di ciascun paese:
| Lista dei paesi della coalizione | Lista dei paesi della coalizione | Lista dei paesi della coalizione |
| Paese                            | Truppe                           | Commenti / Operazioni / Battaglie |
| -------------------------------- | -------------------------------- | --- |
| Stati Uniti                      | 575 000 - 697 000                | Operazione Desert Shield Operazione Desert Storm Operazione Provide Comfort Operazione Northern Watch Operazione Southern Watch Operazione Desert Fox Battaglia di Khafji Battaglia di 73 Easting Battaglia di Al Busayyah Battaglia di Phase Line Bullet Battaglia di Medina Ridge Battaglia dello Wadi Al-Batin Battaglia di Norfolk |
| Arabia Saudita                   | 52 000 - 100 000                 | Operazione Desert Shield Operazione Desert Storm Operazione Southern Watch Battaglia di Khafji |
| Regno Unito                      | 43 000 - 45 400                  | Operazione Desert Shield Operazione Granby Operazione Desert Storm Operazione Provide Comfort Operazione Northern Watch Operazione Southern Watch Operazione Desert Fox Battaglia di 73 Easting Battaglia di Norfolk |
| Egitto                           | 33 600 - 35 000                  | Operazione Desert Storm Operazione Desert Shield |
| Francia                          | 14 708                           | Bouclier du désert/Opération Salamandre (10/08/1990 - 22/09/1990) Opération Daguet (23/09/1990 - 27/04/1991) Tempête du désert (17/01/1991 - 28/02/1991) Operazione Provide Comfort (06/04/1991 - 31/12/1996) Operazione Southern Watch (26/08/1992 - 15/12/1998)                                                                      |
| Siria                            | 14 500                           | Operazione Desert Storm Operazione Desert Shield |
| Marocco                          | 13 000                           | Operazione Desert Shield |
| Kuwait                           | 9 900                            | Operazione Desert Storm Operazione Desert Shield (le unità fuggite in Arabia Saudita) |
| Oman                             | 6 300                            | Operazione Desert Storm Operazione Desert Shield |
| Pakistan                         | 4 900 - 5 500                    | Operazione Desert Shield |
| Canada                           | 4 500                            | Operazione Friction Operazione Desert Shield |
| Emirati Arabi Uniti              | 4 300                            | Operazione Desert Storm |
| Qatar                            | 2 600                            | Operazione Desert Shield Battaglia di Khafji |
| Bangladesh                       | 2 200                            | Operazione Desert Shield |
| Italia                           | 1 950                            | Operazione Locusta Operazione Desert Storm Operazione Golfo 2 Operazione Desert Shield Operazione Provide Comfort |
| Australia                        | 1 800                            | Operazione Provide Comfort Operazione Habitat Schiera anche una forza navale nel golfo Persico |
| Paesi Bassi                      | 600                              | Operazione Provide Comfort Operazione Desert Shield |
| Niger                            | 600                              | |
| Senegal                          | 500                              | Operazione Desert Shield |
| Spagna                           | 500                              | Operazione Desert Shield |
| Bahrein                          | 400                              | Operazione Desert Shield |
| Belgio                           | 400                              | |
| Argentina                        | 300                              | Operazione Desert Shield |
| Norvegia                         | 280                              | Operazione Desert Shield |
| Cecoslovacchia                   | 200                              | Operazione Desert Shield Operazione Desert Storm |
| Grecia                           | 200                              | Operazione Desert Shield |
| Polonia                          | 200                              | Operazione Simoom Operazione Desert Shield |
| Corea del Sud                    | 200                              | Operazione Desert Shield |
| Danimarca                        | 100                              | Operazione Desert Shield |
| Ungheria                         | 50                               | Operazione Desert Shield |

## Cronologia degli avvenimenti

### Rivendicazioni irachene sul Kuwait
- 17 luglio 1990 - Saddam Hussein pronuncia alla televisione un discorso che accusa Emirati Arabi e Kuwait di superare deliberatamente i tetti di estrazione del greggio al fine di danneggiare economicamente l'Iraq.
- 18 luglio - il ministro iracheno Tareq Aziz invia un messaggio ufficiale alla Lega araba accusando il Kuwait di aver rubato petrolio all'Iraq estraendolo lungo i 120 chilometri di frontiera comune, e di aver inflazionato il mercato petrolifero per far cadere il prezzo del greggio. Per questo, esige l'annullamento di un credito di 10 miliardi di dollari, che il Kuwait vanta nei suoi confronti. I toni si inaspriscono e l'Iraq decide di dispiegare delle forze terrestri lungo la frontiera.
- 27 luglio - in seguito alle richieste irachene, l'OPEC decide, per la prima volta dal dicembre 1986, di aumentare il prezzo del barile da 18 a 21 dollari. Il guadagno di 4 miliardi di dollari in un anno non sarà comunque sufficiente a coprire i fabbisogni dell'Iraq.
- 29 luglio - Saddam Hussein chiede al Kuwait come risarcimento danni le isole di Bubiyan e Warbah, che si trovano in posizione strategica rispetto al golfo Persico.

### L'invasione del Kuwait e i tentativi di soluzione pacifica
- 2 agosto - l'esercito iracheno invade all'alba il Kuwait con 100 000 uomini e 300 carri armati, vincendo in quattro ore la resistenza dell'Emirato. Lo sceicco Jaber Al-Ahmed Al Sabah, sovrano dello Stato, ripara con la famiglia in Arabia Saudita, mentre suo fratello Fahd rimane ucciso, fra altre 200 persone, negli scontri di Al Kuwait. Molti tra i velivoli della Royal Kuwait Air Force ﺍﻟﻘﻮﺍﺙ ﺍﻟﺠﻮﻳـة ﺍﻟﻜﻮﻴﺘﻴـة (Al-Quwwat al-Jawwiyya al-Kuwaytiyya), dopo aver effettuato alcune missioni di combattimento contro le colonne irachene avanzanti, si rifugiano in Arabia Saudita. Il Consiglio di Sicurezza dell'ONU con una risoluzione condanna l'invasione.
- Negli Stati Uniti, il presidente George H. W. Bush convoca un'unità di crisi composta fra gli altri da James Baker, segretario di Stato, Colin Powell, capo dell'esercito USA, Norman Schwarzkopf, generale delle forze armate nel Golfo, Dick Cheney, segretario alla Difesa. Intanto telefona personalmente a più di sessanta capi di Stato per mettere insieme un fronte comune al fine di schierare contro Saddam, in caso di confronto, non solo gli Stati Uniti, ma il mondo intero.
- 4 agosto - la Casa Bianca intima all'Iraq di ritirarsi dal Kuwait.
- 6 agosto - 13 dei 15 membri del Consiglio di Sicurezza delle Nazioni Unite votano a favore di dure sanzioni economiche e commerciali contro l'Iraq (si astengono Yemen e Cuba)
- 7 agosto - Saddam proclama in un discorso televisivo che il 2 agosto si è verificato «il naturale sbocco della vittoria di Baghdad sull'Iran», e che «l'annessione dell'Emirato del Kuwait al territorio iracheno è totale e irreversibile».

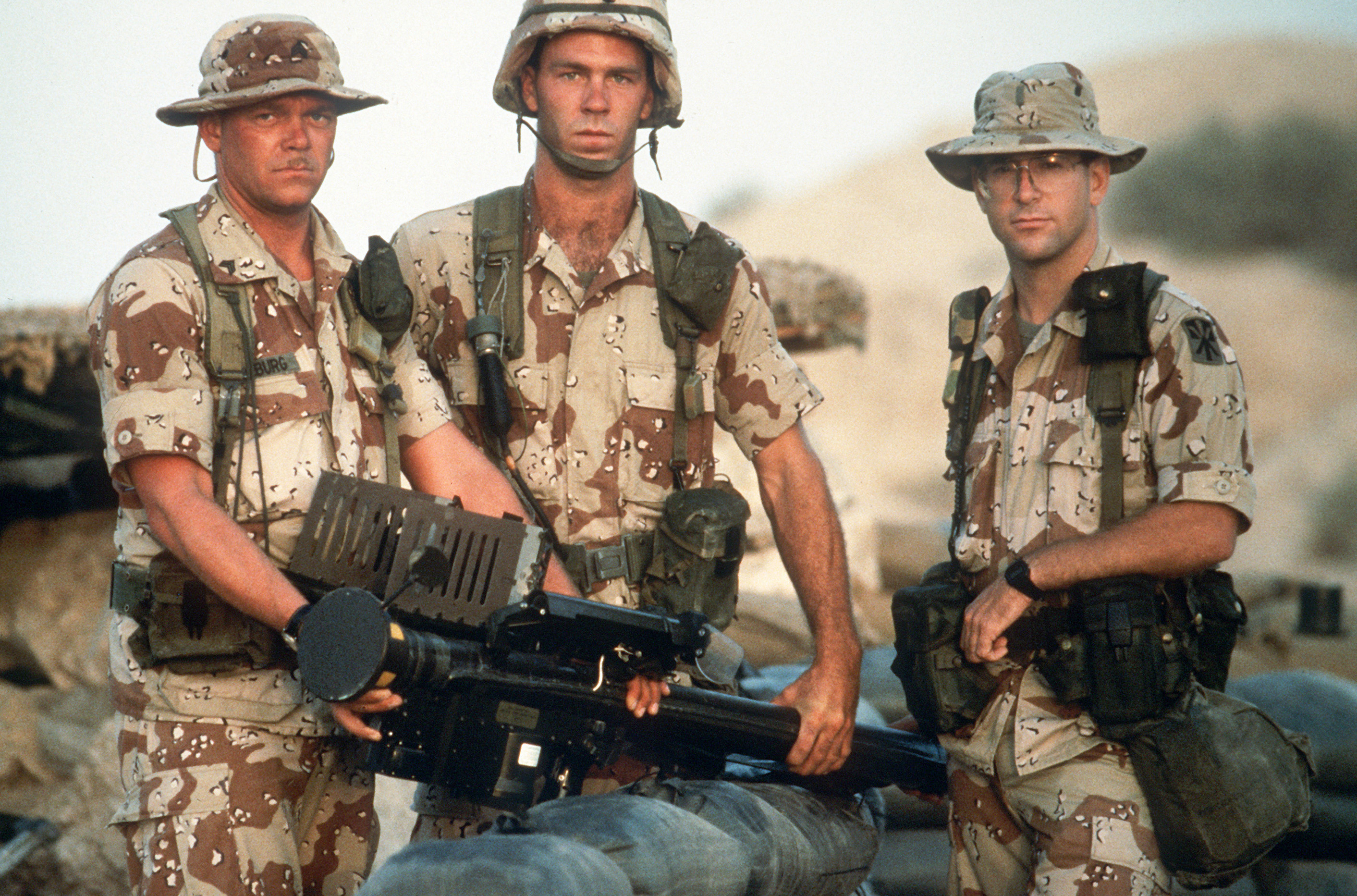
Soldati dell'esercito statunitense durante l'Operazione Desert Shield. Il missile terra-aria sotto di loro è un FIM-92 Stinger

- Gli Stati Uniti annunciano intanto l'invio di forze militari nel golfo Persico, dando il via all'Operazione Desert Shield (Scudo nel Deserto).
- 9 agosto - l'Iraq chiude le frontiere, impedendo a circa diecimila stranieri provenienti da paesi occidentali di tornare in patria.
- 10 agosto - la Lega araba, in un summit al Cairo si divide sulla questione irachena: una risicata maggioranza si impegna a dislocare unità militari lungo la frontiera tra Iraq e Arabia Saudita, al fine di evitare l'intervento degli Stati Uniti. Favorevoli a Saddam sono Gheddafi e Arafat, mentre si astengono Algeria, Tunisia e Yemen.
- 15 agosto - dopo otto anni di guerra, l'Iraq inaspettatamente decide di firmare la pace con l'Iran, restituendo 2 600 chilometri quadrati di territorio conquistati, riconoscendo i confini stabiliti nel 1975 con il trattato di Algeri, e consegnando a Teheran il controllo totale sullo Shatt al-'Arab. Il tutto in cambio della neutralità iraniana.
- 18 agosto - Saddam "invita" i cittadini occidentali bloccati a rimanere in Iraq e annuncia che saranno "ospitati" in dei siti speciali. La sua intenzione è quella di utilizzarli come scudi umani. Gli stranieri provenienti da Asia e paesi arabi possono invece lasciare l'Iraq, senza però la possibilità di portare con sé i propri averi.
- 20 agosto - Vengono chiuse le ambasciate straniere ad Al Kuwait e il personale diplomatico viene fatto rimpatriare. Rimangono aperte solo le ambasciate di Francia, Regno Unito, Italia e USA, e il personale fa scorta di viveri per sopravvivere senza acqua, energia elettrica e servizi all'interno degli edifici.
- 23 agosto - Viene diffuso un video di Saddam Hussein circondato da ostaggi britannici: tutto il mondo è indignato nel vederlo accarezzare la testa di un bambino di 5 anni di nome Stuart Lockwood.
- 25 agosto - Nelle acque del Mediterraneo, del golfo Persico e del mar Rosso sono presenti unità navali di sette paesi occidentali.
- 28 agosto - Consapevole dell'emozione provocata dal video del 23 agosto, Saddam decide di rinviare in patria le donne e i bambini occidentali tenuti in ostaggio. Questo fa sperare gli ambienti diplomatici in una soluzione non militare della crisi.
- 9 settembre - Michail Gorbačëv e George Bush si incontrano a Helsinki e, nel condannare l'aggressione, ribadiscono la loro volontà di risolvere la crisi in maniera pacifica. Saddam minaccia: «Abbiamo dalla nostra parte un miliardo di musulmani».
- 11 settembre - il Congresso USA, in sessione plenaria, applaude Bush per il primo bilancio sull'operazione desert shield e per l'intesa di Helsinki con il leader sovietico.
- 12 settembre - Giulio Andreotti, in qualità di presidente di turno della CEE, lancia un appello per una soluzione pacifica della crisi nel Golfo.
- 14 settembre - Alle unità già presenti nel Golfo, l'Italia aggiunge 8 cacciabombardieri Tornado e la fregata Zeffiro.
- Ad Al Kuwait vengono prese d'assalto le ambasciate di Canada, Paesi Bassi e Francia. Tre addetti di quest'ultima vengono sequestrati.
- 15 settembre - François Mitterrand si impegna a rispondere all'azione del regime di Baghdad e fa espellere gli iracheni presenti sul territorio francese.
- 23 settembre - Saddam Hussein minaccia di colpire i pozzi petroliferi del Medio Oriente
- 24 settembre - Alla minaccia di Saddam il prezzo del barile oltrepassa la barriera dei 40 dollari e i mercati borsistici sperimentano una giornata nera, con crolli in tutte le piazze da Tokyo a Wall Street.
- 1º ottobre - in un discorso alle Nazioni Unite in seduta plenaria, Bush dichiara che la guerra con l'Iraq è evitabile e che il suo governo cerca una soluzione politica, accennando alla possibilità di risolvere il conflitto arabo-israeliano se il Kuwait venisse evacuato. I diplomatici non comprendono la decisione di legare la questione dei territori occupati alla risoluzione della crisi del Golfo. Nei giorni successivi si riaccende l'attivismo dei Palestinesi e a nord di Beirut un commando apre il fuoco su 5 000 dimostranti seguaci del generale cristiano Michel Aoun. Gli Stati Uniti lasciano fare perché la Siria ha promesso agli USA 10 000 uomini e 200 carri armati per l'operazione desert shield.
- 6 ottobre - Ad Al Kuwait viene chiusa l'ambasciata italiana. I diplomatici vengono ospitati presso l'Ambasciata italiana a Baghdad, ancora pienamente operativa.
- 10 ottobre - davanti al Congresso statunitense, una giovane mediorientale di 15 anni, conosciuta con il nome di Nayirah, fornisce piangendo una testimonianza degli orrori commessi dall'esercito iracheno in Kuwait. L'avvenimento sarà videotrasmesso in tutto il mondo, ma la testimonianza risulterà in seguito completamente falsa: la giovane donna è la figlia dell'ambasciatore del Kuwait a Washington e la montatura è stata architettata da un'agenzia pubblicitaria, pagata da un'associazione di fuorusciti kuwaitiani per promuovere la guerra nel Golfo.[12][13]
- 23 ottobre - rilasciati gli ultimi 300 ostaggi francesi trattenuti in Iraq. Gli altri occidentali saranno rilasciati a poco a poco, con l'interessamento di personalità di governo dei vari paesi. A Roma, intanto, un gruppo di familiari degli ostaggi manifesta davanti al Parlamento per il rilascio dei cittadini italiani ancora bloccati.
- 29 ottobre - alle Nazioni Unite il Consiglio di sicurezza vota la decima risoluzione di condanna del regime di Saddam per i crimini di guerra e per violazione dei diritti umani.
- 4 novembre - George Baker negozia con Gorbačëv la neutralità in cambio di aiuti economici e di un impegno alla non ingerenza in caso di dichiarazione d'indipendenza dei paesi del Baltico e del Caucaso.

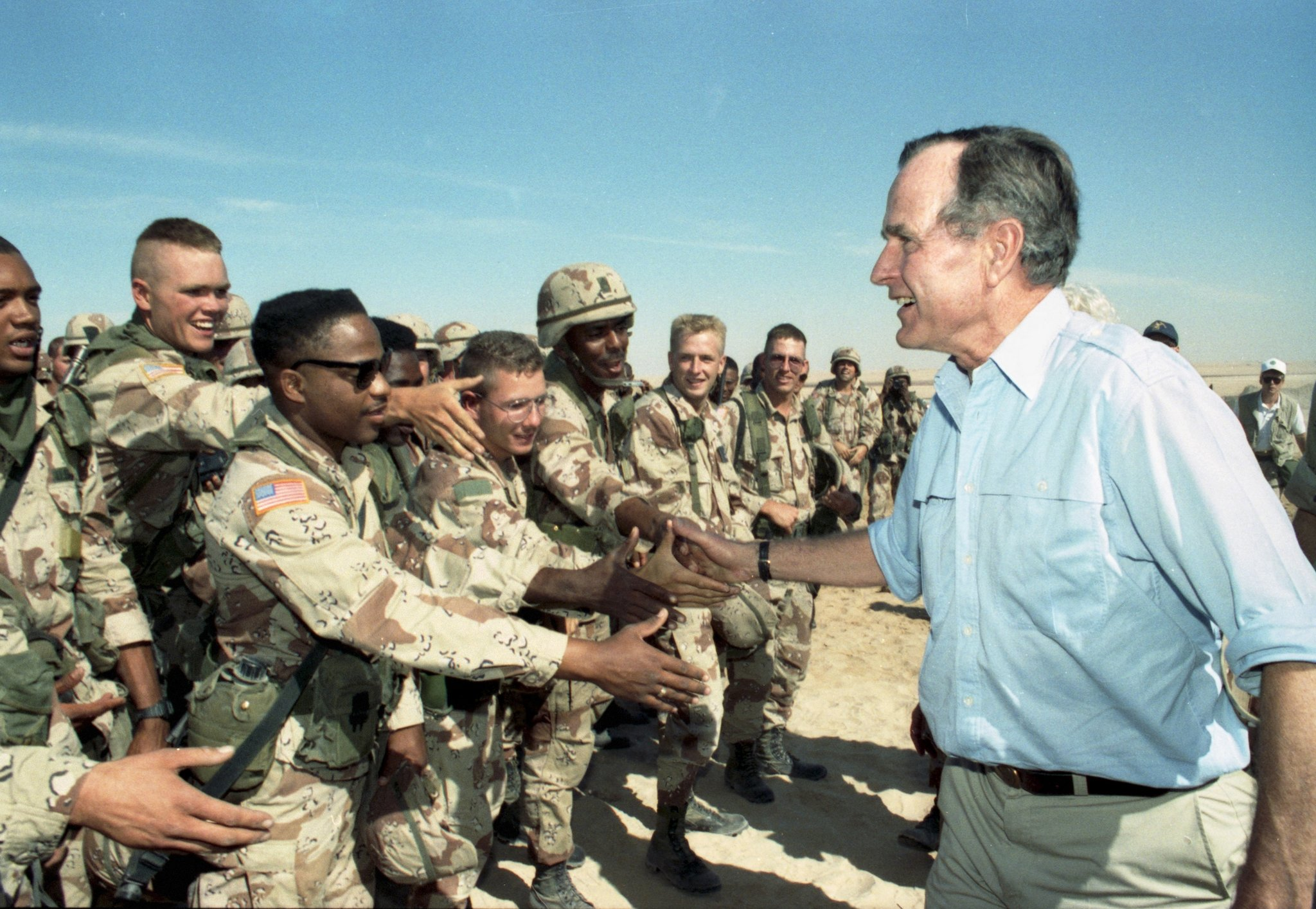
Il presidente George H. W. Bush incontra le truppe americane in Arabia Saudita durante il giorno del ringraziamento del 22 novembre 1990

- 19 novembre - altri 250 000 uomini sono inviati da Baghdad in Kuwait. Appare chiaro che l'Iraq dispone ancora di larghe risorse prima che si facciano sentire gli effetti dell'embargo, e il Pentagono ha accertato che gli iracheni stanno preparando linee difensive sotterranee e hanno intenzione di sabotare i pozzi petroliferi del Kuwait.
- 29 novembre - il Consiglio di Sicurezza ONU vota la risoluzione 678, con cui legittima l'uso della forza contro l'Iraq e fissa alla mezzanotte del 15 gennaio 1991 il termine per il ritiro delle truppe dal Kuwait.
- 30 novembre - in un ultimo tentativo di risolvere la crisi in maniera diplomatica, Bush invita Tareq Aziz alla Casa Bianca e decide di inviare Baker a Baghdad, ma l'unico incontro che si realizza sarà quello tra Baker e Aziz a Ginevra il 9 gennaio 1991.
- 6 dicembre - Saddam libera gli ultimi 300 ostaggi occidentali trattenuti e afferma: «Siamo abbastanza forti da poter fare a meno degli scudi umani». Gli Ambasciatori occidentali lasciano l'Iraq con l'eccezione di quello italiano, che rimane anche in rappresentanza della Presidenza di turno dell'Unione Europea.
- 3 gennaio - a Washington viene messa ai voti la decisione di Bush di usare la forza contro l'Iraq: camera e senato l'approvano, ma un sondaggio rivela che solo il 47% degli statunitensi è favorevole alla guerra (ad agosto era il 73%).
- 16 gennaio - alle 00:00 ora locale di Washington (UTC -5) corrispondenti alle 08:00 di Baghdad (UTC +3) scade l'ultimatum delle Nazioni Unite.
- 17 gennaio - 18 ore e 38 minuti dopo la scadenza dell'ultimatum dell'ONU, alle 02:38 del mattino ora di Baghdad ha inizio l'operazione Desert Storm, la più imponente azione militare alleata dal 1945 in poi.

## Le operazioni militari

### La campagna aerea

#### La pianificazione
L'operazione Instant Thunder fu il nome preliminare dato all'attacco aereo pianificato dagli Stati Uniti durante la guerra del Golfo. Fu pianificata come un attacco in forze che avrebbe dovuto devastare le forze militari irachene con perdite minime di civili. La pianificazione utilizzò il modello del cinque anelli.
L'operazione era costituita da tre fasi separate. La più breve fu la prima, che avrebbe utilizzato la "soppressione delle difese" per stabilire il controllo dello spazio aereo iracheno e kuwaitiano, eliminando i radar nemici, tagliando le linee di trasporto utilizzate dall'esercito iracheno e neutralizzando tutte le batterie antiaeree. La prima fase dell'operazione includeva anche il bombardamento di tutte le postazioni di comando militari e dei siti sospettati di contenere armi chimiche. La seconda fase avrebbe dovuto disabilitare l'esercito iracheno, assieme alle infrastrutture della nazione. Per conseguire questi obiettivi sarebbero stati bombardati i depositi di armi, le raffinerie e altre strutture critiche, rendendo impossibile riparare o costruire gli armamenti.
Altri bersagli sarebbero state le infrastrutture civili, come centrali elettriche e linee telefoniche. Infine, l'ultima fase avrebbe compreso il combattimento diretto con le forze irachene. Indebolito dalle prime due fasi, l'esercito non avrebbe fornito molta resistenza.
La pianificazione dell'operazione Instant Thunder iniziò il 5 agosto 1990. Quando iniziarono le ostilità il 17 gennaio 1991, le tre fasi si consolidarono nell'operazione Tempesta nel Deserto, poiché venne considerata anche un'offensiva di terra.

#### L'avvio e le prime operazioni

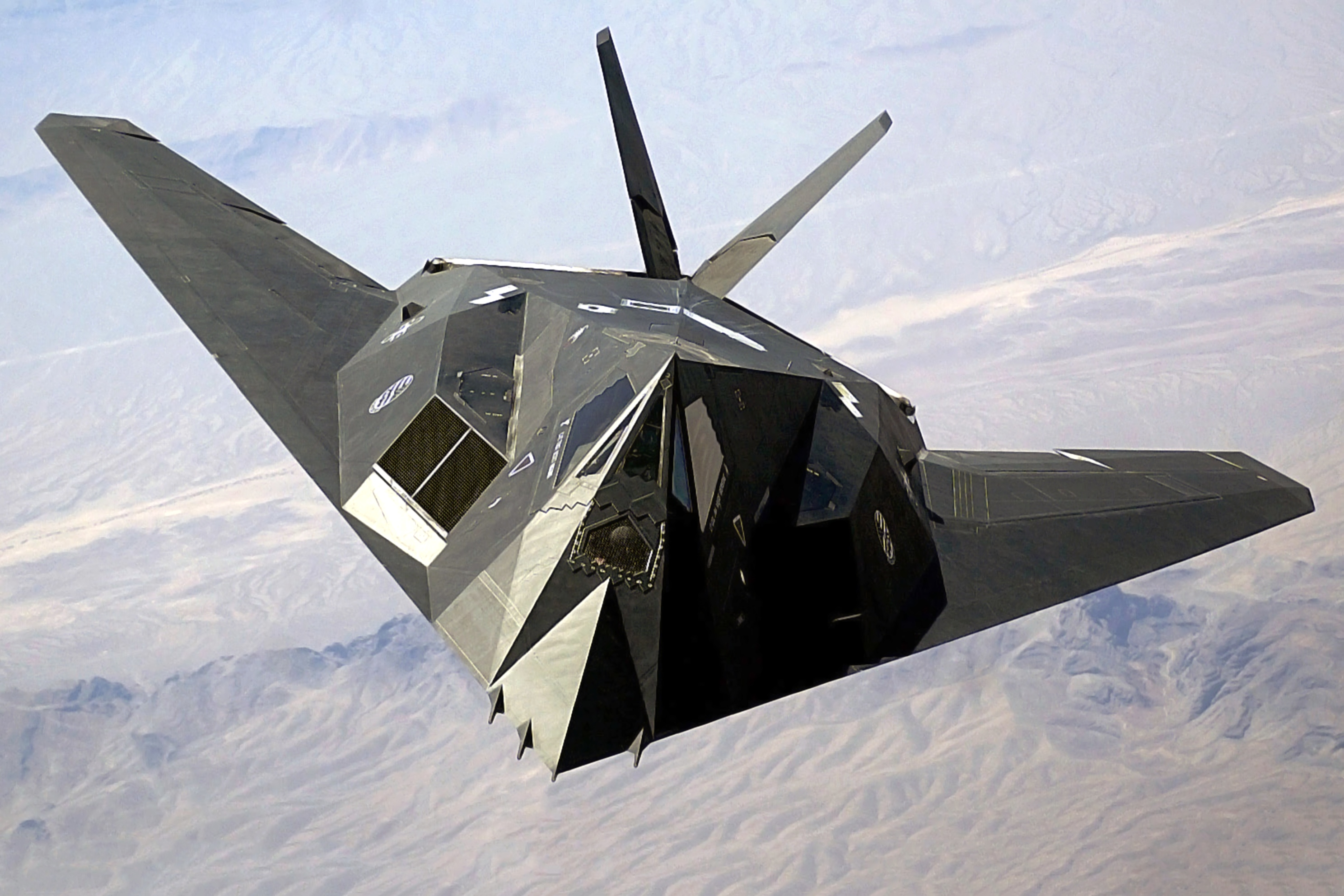
Un caccia stealth F-117 Nighthawk, uno dei primi velivoli tecnologici utilizzati durante l'Operazione Desert Storm

Il giorno successivo alla scadenza dell'ultimatum, la coalizione lanciò una massiccia campagna aerea con il nome in codice di Operazione Tempesta nel Deserto, con più di 1000 uscite al giorno. Iniziò con la distruzione di due siti radar iracheni da parte di 8 elicotteri AH-64 Apache e due elicotteri Pavelow lungo il confine Arabo-Iracheno alle 2:38 ora di Baghdad. Alle 2:43 due EF-111 Raven guidarono 22 F-15 Eagle contro gli aeroporti H-2 e H-3 nell'Iraq occidentale. Qualche minuto dopo uno degli EF-111 mise a segno il primo abbattimento contro un Dassault Mirage iracheno.

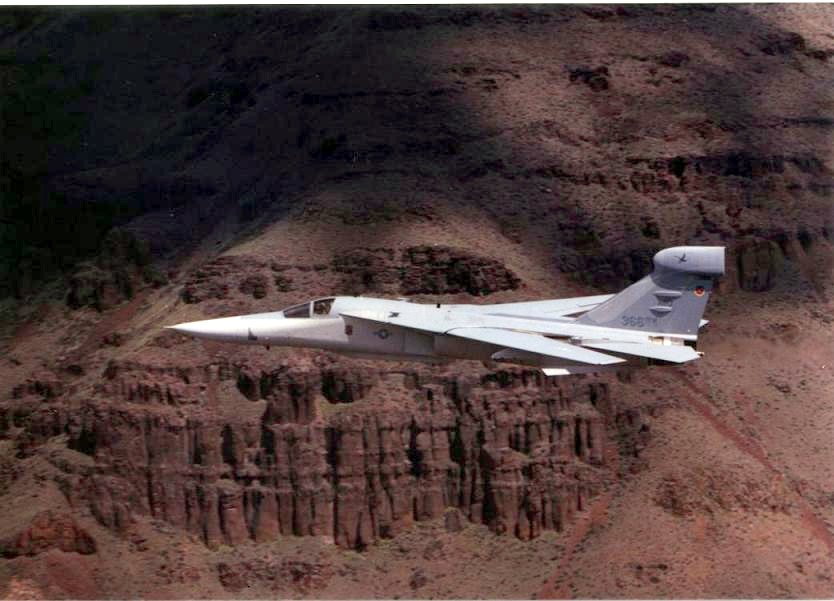
EF-111 Raven - Nessun aereo alleato venne abbattuto da un missile a guida radar durante l'operazione tempesta nel deserto mentre era protetto dagli EF-111 Raven

Alle 3, dieci F-117 Nighthawk sotto la protezione degli EF-111 bombardarono la capitale Baghdad. Nel frattempo vari bersagli della città erano colpiti dai missili cruise BGM-109 Tomahawk, mentre altri bersagli erano colpiti da aerei della coalizione. L'attacco continuò per ore. Il quartier generale del governo, le stazioni televisive, le piste dell'aviazione e i palazzi presidenziali furono distrutti.

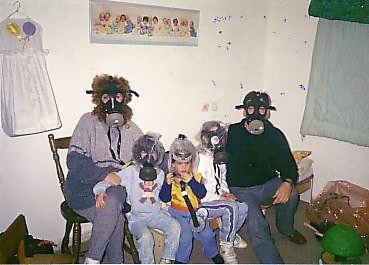
Una famiglia israeliana si rifugia dagli attacchi degli Scud con maschere antigas

Altre armi utilizzate nella campagna aerea furono anche le cosiddette "bombe intelligenti" e i missili da crociera, assieme alle bombe a grappolo e le bombe "TagliaMargherite". L'Iraq rispose lanciando il giorno successivo otto missili Scud contro Israele. Questi tipi di attacchi continuarono per tutta la durata del conflitto. In totale contro Israele verranno lanciati 42 Scud. Israele non reagì, nell'intento di tenere unita la coalizione, composta anche da paesi arabi che in caso di reazione israeliana avrebbero defezionato.
La priorità delle forze della coalizione fu la distruzione della forza aerea e antiaerea irachena, un obiettivo che venne raggiunto velocemente. Di conseguenza, gli aerei della coalizione poterono operare senza troppe difficoltà. Anche se le capacità antiaeree irachene furono superiori al previsto, solo un F/A-18 Hornet venne abbattuto nel primo giorno di operazioni. Le installazioni di missili terra-aria (SAM) irachene furono distrutte attraverso l'uso di EA-6B, EF-111, F-4G, F-16C, F/A-18 ed F-117, e successivamente poterono essere inviati in sicurezza gli altri aerei. Le missioni vennero lanciate principalmente dalle basi dell'Arabia Saudita e da sei portaerei della coalizione posizionate nel golfo Persico e nel mar Rosso. Nel golfo Persico erano presenti la USS Midway (CV 41), la USS John F. Kennedy (CV-67) e la USS Ranger (CV-61) (classe Forrestal) mentre nel mar Rosso la USS America (CV-66), la USS Theodore Roosevelt (CVN-71) e la USS Saratoga (CV-60). Da queste navi partivano gli F-14 Tomcat, impiegati per scortare le formazioni d'attacco della coalizione, e gli F/A-18, A-6 Intruder e EA-6B Prowler incaricati di distruggere gli obiettivi a terra.

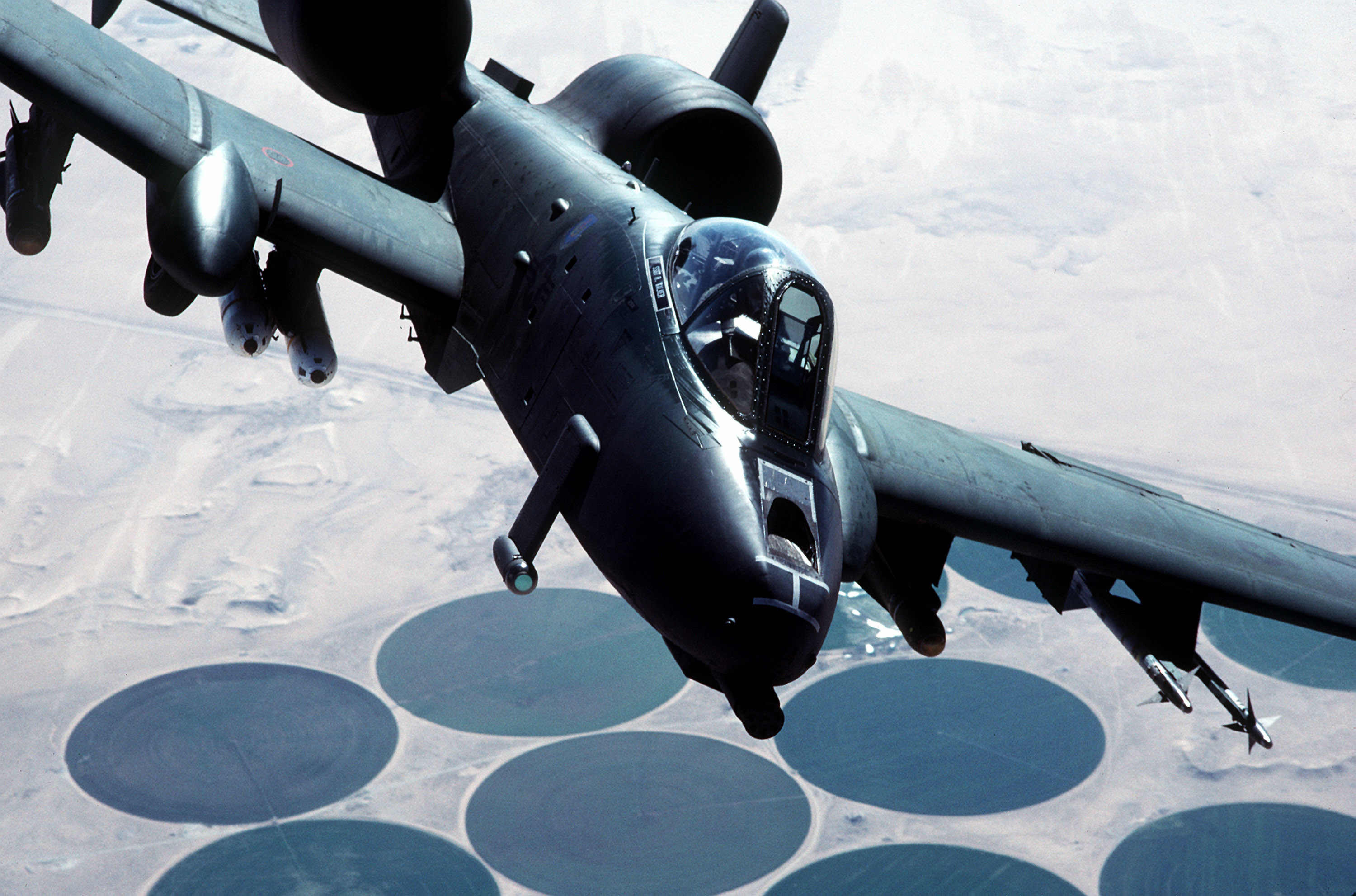
A-10A Thunderbolt-II statunitense per il supporto aereo sopra cerchi di irrigazione del grano

I successivi bersagli furono le strutture di comando e comunicazione, nella speranza dei pianificatori della campagna militare di far collassare velocemente la resistenza irachena.

#### Fuga delle forze aeree in Iran

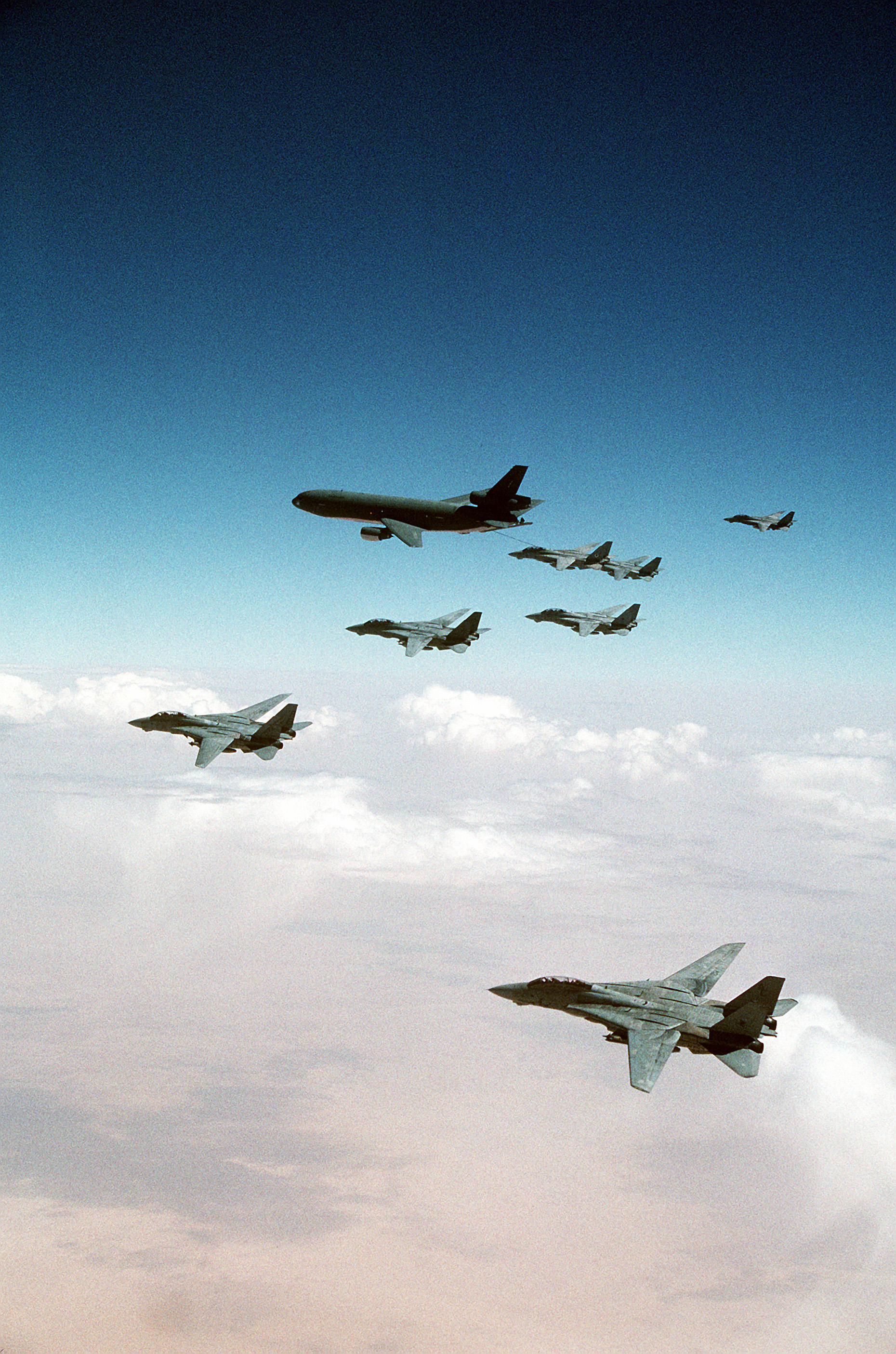
F-14 Tomcat dal mar Rosso e dal golfo Persico attendono il loro turno di rifornimento da un KC-10A Extender sopra l'Iraq durante l'operazione Desert Storm mentre conducono la missione BONGCAP per fermare la fuga degli aerei iracheni

La prima settimana delle operazioni vide numerose sortite da parte dei piloti iracheni esperti nel combattimento aereo a bassa quota. Con l'utilizzo dei MiG guidati dai migliori piloti riuscirono a neutralizzare molti attacchi a postazioni radar e antiaeree o di obiettivi sensibili. Le postazioni antiaeree irachene abbatterono due F-15E strike Eagle e un F-14 Tomcat. Dopo 3 giorni di intense battaglie nei cieli iracheni 8 MiG e 26 Mirage iracheni furono abbattuti dagli aerei della coalizione (principalmente F-15 Eagle) e subito dopo le forze aeree irachene iniziarono a dirigersi verso l'Iran. Questo esodo di massa (da 115 a 140 aerei) in Iran prese in contropiede le forze della coalizione, poiché si supponeva che si sarebbero diretti in Giordania, una nazione più amichevole verso l'Iraq dell'Iran, che fu per lungo tempo una nazione ostile. La coalizione aveva infatti posizionato degli aerei sull'Iraq occidentale per fermare una tale ritirata verso la Giordania, e non fu in grado di bloccare il passaggio verso l'Iran.

#### Fuoriuscita di petrolio nel Golfo
Il 23 gennaio, l'Iraq venne accusato di aver versato in mare 400 milioni di galloni di petrolio nel golfo Persico, provocando la più grande fuoriuscita di petrolio della storia. L'accusa di aver attaccato deliberatamente le risorse naturali per bloccare lo sbarco dei Marines fu negata dal governo iracheno, secondo il quale era stato causato dal bombardamento della coalizione che avrebbe distrutto delle petroliere irachene attraccate. Come prova del disastro ambientale giornali e televisioni mostrarono le fotografie di un cormorano sporco di petrolio: in realtà poi si scoprì che la didascalia probabilmente si riferiva alla guerra Iraq-Iran di dieci anni prima, anche perché in quel periodo dell’anno non vi erano cormorani nel Golfo persico.

#### Bombardamento delle infrastrutture
La terza e più grande fase della campagna aerea era dedicata alla distruzione di obiettivi militari, tra cui: lanciatori di missili Scud-B, siti contenenti armi di distruzione di massa, centri di ricerca militari e forze navali. Circa un terzo della potenza aerea fu concentrato nell'attacco delle postazioni di Scud, che erano su mezzi mobili ed erano difficili da localizzare. Inoltre, alcuni obiettivi erano di utilità anche civile, come centrali elettriche, sistemi di telecomunicazione, strutture portuali, raffinerie, ferrovie e ponti. Le centrali elettriche furono distrutte in tutto il paese, e alla fine della guerra l'elettricità prodotta era scesa al 4% rispetto alla produzione prima della guerra. Le bombe distrussero tutte le principali dighe, le stazioni di rifornimento e molti centri di trattamento delle acque di scarico.

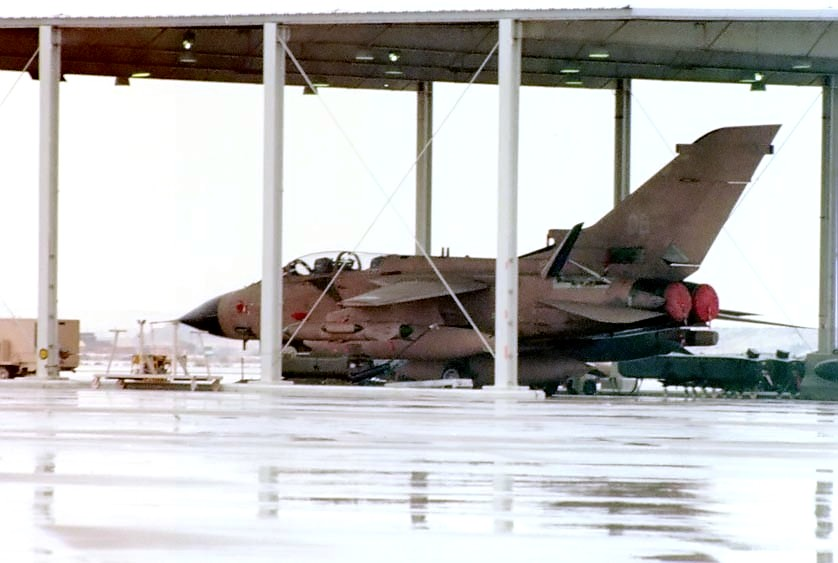
Tornado della RSAF

I bersagli iracheni furono localizzati tramite fotografie aeree utilizzando le coordinate GPS in riferimento a quelle dell'ambasciata statunitense a Baghdad. Queste coordinate furono rilevate con precisione da un ufficiale dell'aeronautica nell'agosto del 1990.

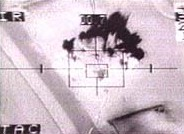
Visuale dell'obice montato sulla cannoniera volante AC-130 Spooky.

#### Strutture civili colpite dalla coalizione
Nella maggior parte dei casi, la coalizione evitò di colpire le strutture civili. Tuttavia, il 13 febbraio 1991 due bombe intelligenti a guida laser distrussero una struttura che era, secondo gli iracheni, utilizzata come rifugio civile per gli attacchi aerei, uccidendo 400 persone. Gli ufficiali statunitensi affermarono invece che la struttura era un centro militare di comunicazioni. L'ex direttore del programma nucleare iracheno, nel suo libro Saddam's Bombmaker supporta la teoria che la struttura era utilizzata per entrambi gli scopi. Altre fonti contestano queste affermazioni.

#### Attacchi missilistici iracheni

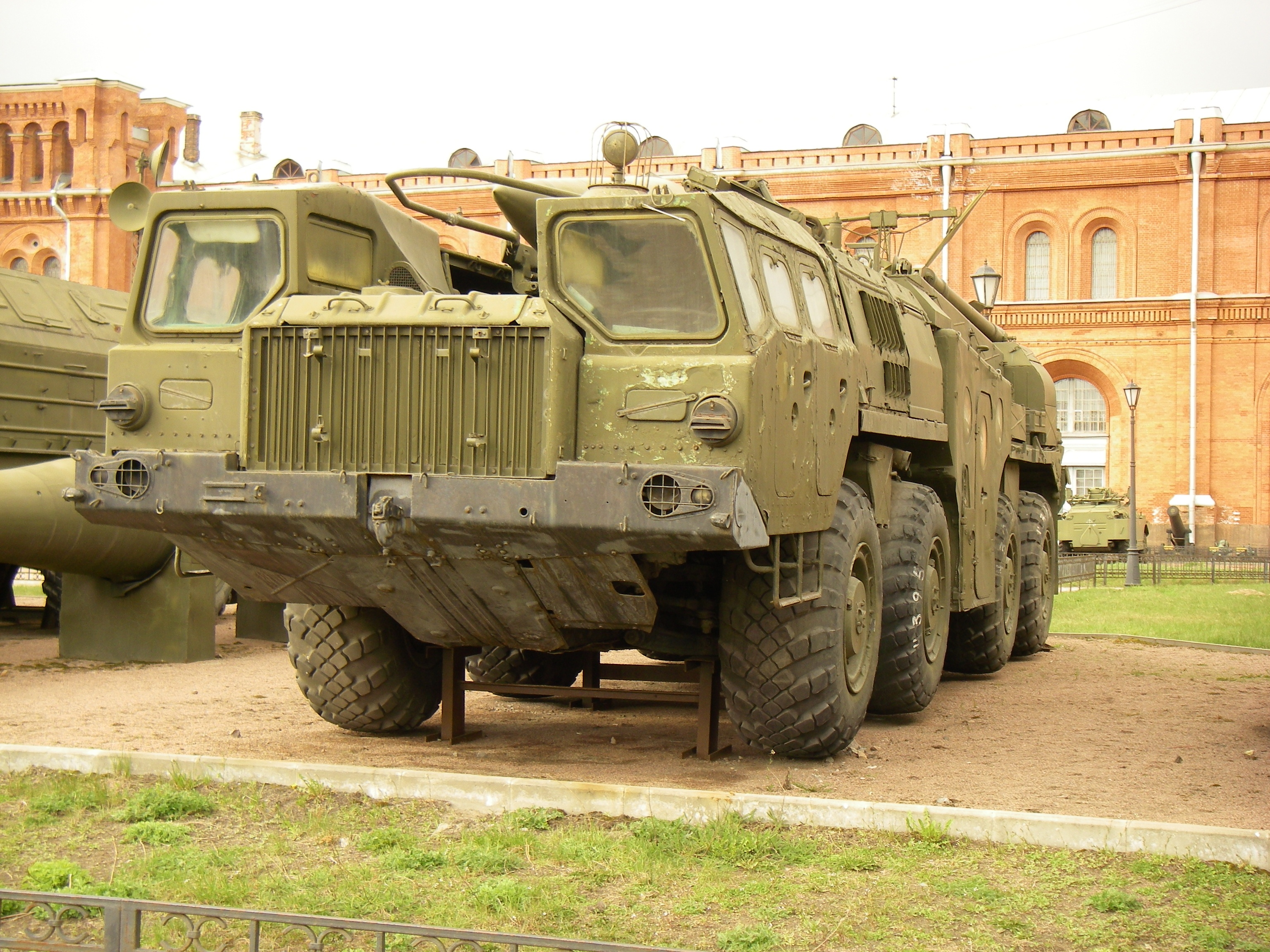
Un missile balistico SS-1 Scud

L'Iraq lanciò dei missili sulle basi della coalizione nell'Arabia Saudita e in Israele, sperando di trascinare Israele in guerra e allontanare gli Stati arabi dal conflitto. Questa strategia fu inefficace: Israele non si unì alla coalizione, mentre rimasero in essa tutti gli Stati arabi tranne la Giordania, che restò ufficialmente neutrale. I missili Scud causarono in generale danni leggeri, anche se la loro pericolosità divenne chiara il 25 febbraio quando un missile distrusse una caserma statunitense a Dhahran uccidendo 28 persone. Quelli diretti verso bersagli israeliani furono poco efficaci perché al crescere della distanza gli Scud perdono precisione in modo considerevole. Gli Stati Uniti dispiegarono due battaglioni di missili Patriot in Israele per deflettere gli attacchi nelle aree civili. Le forze aree alleate inoltre diedero caccia alle postazioni missilistiche nel deserto iracheno.

### La campagna terrestre
Le forze della coalizione dominarono l'aria grazie alla supremazia tecnologica, ma il divario tecnologico per le forze di terra era addirittura superiore. Le truppe della coalizione possedevano il grande vantaggio di operare sotto la protezione della supremazia aerea creata dalla forza aerea prima dell'avvio dell'offensiva di terra. Oltre a questo possedevano altri due vantaggi tecnologici:
1. I carri armati, come gli statunitensi M1 Abrams, i britannici Challenger 1 e i kuwaitiani M-84 erano di gran lunga superiori ai modelli da esportazione dei carri armati sovietici T-72, T-55 (o copie cinesi), T-62 utilizzati dagli iracheni, dato che non esistevano camere termiche per poter scoprire nemici a lunga distanza, e i proiettili in uso erano di qualità inferiore a quelli russi. Gli equipaggi erano meglio addestrati e con una dottrina bellica superiore.
2. L'uso del GPS ha permesso alle forze della coalizione di spostarsi anche in assenza di punti di riferimento. Questo rese possibile l'attacco di un bersaglio specifico, essendo a conoscenza della propria posizione e di quella del nemico, invece di vagare e incontrare il nemico per caso.

#### Prime manovre in Iraq
Le prime unità in territorio iracheno furono tre pattuglie dello squadrone B dello Special Air Service britannico, con il nome in codice di Bravo One Zero, Bravo Two Zero e Bravo Three Zero. Queste pattuglie, costituite da otto soldati, atterrarono dietro alle linee nemiche per raccogliere informazioni di intelligence sui movimenti dei sistemi di lancio Scud che non potevano essere rilevati dal cielo. Gli obiettivi includevano anche la distruzione di un fascio di fibre ottiche per le comunicazioni.
Gli elementi della 2ª brigata, 1ª divisione cavalleria effettuarono un'operazione di ricognizione il 9 febbraio 1991, seguita da una seconda operazione di ricognizione che distrusse un battaglione iracheno. Il 22 febbraio l'Iraq accettò un accordo di cessazione dell'ostilità da parte dell'Unione Sovietica, che prevedeva il ritiro delle truppe irachene fino alle posizioni precedenti all'invasione entro sei settimane seguito da una totale cessazione delle ostilità, sotto il monitoraggio del consiglio di sicurezza ONU. La coalizione rifiutò la proposta, ma affermò che le forze irachene non sarebbero state attaccate mentre si ritiravano. Per questo la coalizione lanciò il definitivo ultimatum esattamente alle 12:00 pm Eastern Standard Time del 22 febbraio 1991 (20:00 ora locale a Baghdad) stabilendo un periodo di 24 ore entro il quale Saddam avrebbe dovuto ritirare le truppe incondizionatamente dal Kuwait senza essere attaccato, precisamente l'ultimatum sarebbe scaduto alle 12:00 pm del giorno seguente (23 febbraio 1991), 20:00 ora locale a Baghdad.
Il lancio dell'ultimatum fu dichiarato ufficialmente dal presidente statunitense George H.W. Bush: "The coalition, will give Saddam Hussein, until noon Saturday, to do what he must do, begin, his immediate, and unconditional withdraw from Kuwait. (la coalizione, darà a Saddam Hussein, fino a mezzogiorno di sabato, la possibilità di fare ciò che deve essere fatto, cioè iniziare l'immediato e incondizionato ritiro dal Kuwait)".

#### Operazione Desert Sabre
Alle 04:00 di notte del 24 febbraio 1991 la 6ª divisione leggera francese (che includeva unità della Legione straniera francese e facente parte del XVIII corpo d'armata composto oltre che dalla 24ª Divisione di fanteria meccanizzata, dal 3º reggimento di cavalleria corazzata, dall'82ª e dalla 101ª Divisione aviotrasportata) penetrò in Iraq per molti km fino all'aeroporto di al-Salmān per creare un muro difensivo contro un eventuale contrattacco iracheno dal nord; simultaneamente le truppe saudite della 20 brigata corazzata penetrarono lungo la costa del Kuwait, e allo stesso tempo la 1ª e la 2ª divisione marines (supportate dalla brigata Tiger della ormai smantellata 2ª divisione corazzata dell'esercito statunitense di stanza nella repubblica federale tedesca) entrarono anch'esse nel Kuwait senza incontrare resistenza.
Due ore dopo alle 08:00 am la 101ª divisione aviotrasportata conduce un attacco aereo con gli elicotteri UH-60 Black Hawk per la costruzione di una zona di rifornimento per gli elicotteri da attacco AH-64 Apache.
Subito dopo, il VII Corpo statunitense, lanciò un attacco in Iraq alle 14,35, a ovest del Kuwait, prendendo le forze irachene di sorpresa.
Il VII Corpo d'armata era composto da: la 1ª divisione di fanteria dell'esercito statunitense, la 1ª e la 3ª divisione corazzata dell'esercito statunitense, la 1ª divisione corazzata britannica, il 2º reggimento di cavalleria corazzata dell'esercito e dalla 1ª divisione di cavalleria dell'esercito statunitense.
Il 25 febbraio 1991 mentre le battaglie infuriavano la divisione di cavalleria era rimasta ferma per far credere agli iracheni che un altro attacco era imminente sul Wādī al-Bāṭin, però ormai il giorno dopo, il 26 febbraio, era ormai chiaro l'intento del VII Corpo d'armata: accerchiare girando verso est, tagliare fuori e annientare la Guardia repubblicana irachena sul confine tra Iraq e Kuwait. Di conseguenza la 1ª divisione di cavalleria si ricongiunse con il VII Corpo d'armata quasi completando l'accerchiamento.
Il fianco destro era conquistato invece dalla fanteria della 1ª Divisione corazzata britannica, che annientò altre ultime sacche di resistenza della guardia repubblicana.
Alla fine gli alleati entrarono in contatto con la guardia repubblicana sul confine annientandola quasi completamente.

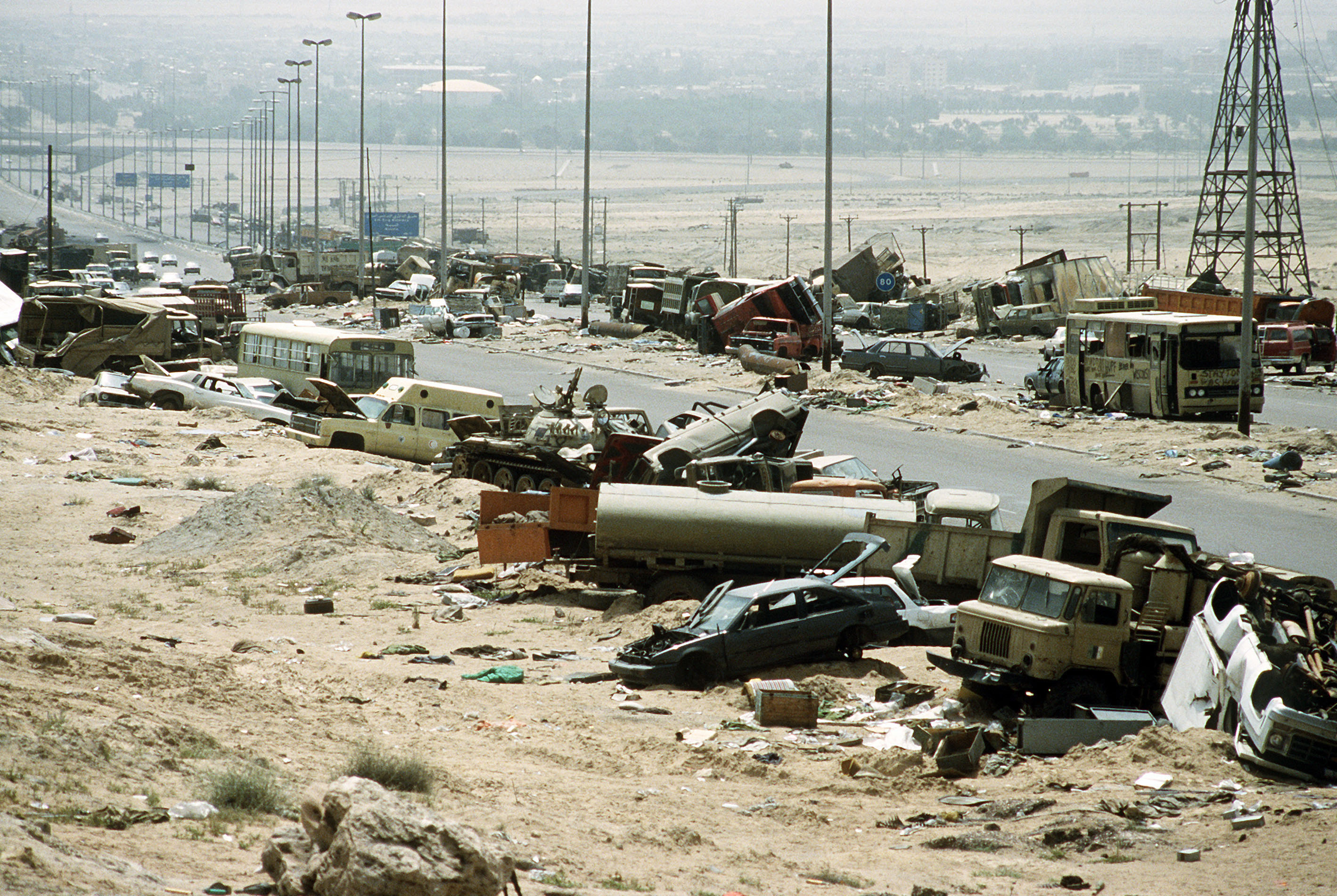
L'"Autostrada della morte"

L'avanzamento della coalizione fu più veloce di quanto i generali statunitensi si potessero aspettare. Il 26 febbraio le truppe irachene iniziarono a ritirarsi dal Kuwait, incendiando tutti i pozzi petroliferi kuwaitiani che incontrarono. Un lungo convoglio di truppe irachene in ritirata si formò lungo la principale autostrada tra Iraq e Kuwait. Questo convoglio venne bombardato così intensamente dalla coalizione che divenne noto con il nome di "Autostrada della morte". Le forze della coalizione continuarono a inseguire le forze irachene oltre il confine e oltre, prima di rientrare quando gli iracheni si trovarono a una distanza di 240 km da Baghdad.

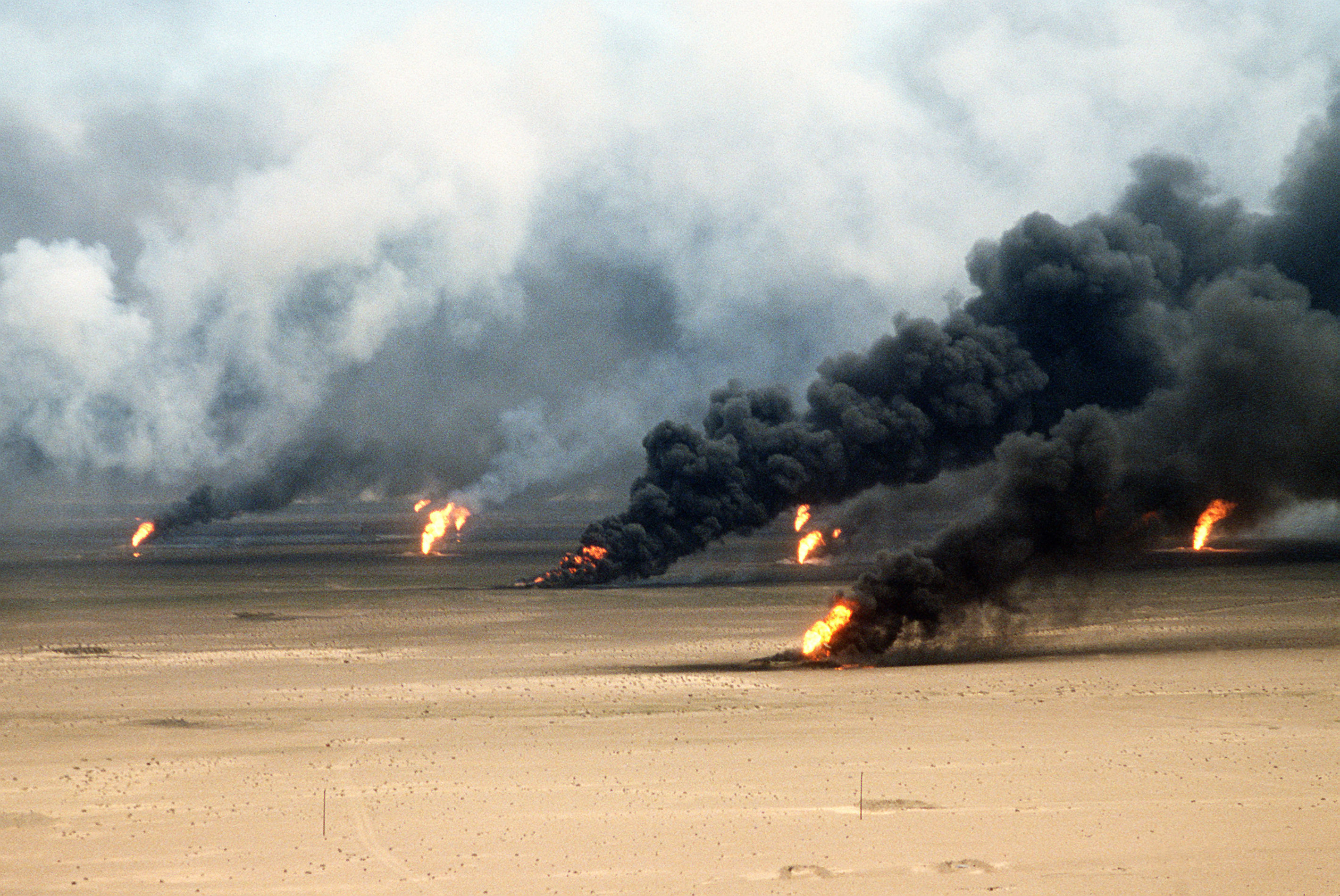
Incendi di pozzi petroliferi infuriano fuori Al Kuwait nel 1991

Un centinaio di ore dopo l'avvio della campagna di terra alle 04:00 am del 24 febbraio, il presidente Bush dichiarò la cessazione delle ostilità e il 28 febbraio alle ore 08:00 am a Baghdad (mezzanotte del 27 febbraio EST) dichiarò la liberazione del Kuwait e la fine della guerra del golfo.

#### Analisi post-bellica
Anche se venne detto che il numero delle truppe irachene oscillava intorno alle 545 000 unità, al giorno d'oggi molti esperti ritengono che le valutazioni quantitative e qualitative dell'esercito iracheno furono esagerate, poiché includevano anche le unità temporanee e ausiliarie. Molti soldati iracheni erano giovani, con scarse risorse e un addestramento inadeguato.
La coalizione inviò 540 000 unità, oltre a 100 000 soldati turchi che furono dispiegati lungo il confine tra Turchia e Iraq. Questo provocò la diluizione delle forze irachene che si dovettero dispiegare lungo tutti i confini del Paese. In questo modo l'avanzata statunitense non solo fu avvantaggiata dalla superiorità tecnologica, ma anche dalla quantità maggiore di forze in campo.
Saddam Hussein acquistò equipaggiamento militare da quasi tutti i principali fornitori presenti nel mercato mondiale degli armamenti. In questo modo non ci fu una standardizzazione dell'esercito, che era molto eterogeneo e soffriva di inadeguata preparazione e motivazione. La maggior parte delle forze corazzate irachene utilizzava dei vecchi carri armati cinesi Type-59 e Type-69, dei T-55 sovietici risalenti agli anni cinquanta e sessanta e alcuni T-72 più moderni. Questi veicoli non erano equipaggiati con gli ultimi ritrovati bellici (ad esempio la visione termica): ne conseguì che la loro efficacia in combattimento fu molto limitata. Inoltre gli iracheni non riuscirono a trovare delle contromisure efficaci per le visuali termiche e i proiettili perforanti a rilascio d'involucro utilizzati dai carri armati M1 Abrams e Challenger 1. Questa tecnologia permise ai carri armati della coalizione di ingaggiare e distruggere efficacemente i carri iracheni da una distanza tre volte superiore a quella dei loro avversari. Gli iracheni non possedevano neppure dei proiettili efficaci per l'armatura Chobham dei carri statunitensi e britannici.
Le forze irachene non utilizzarono le tecniche di guerriglia urbana che avrebbero potuto sfruttare nella città di Al Kuwait. In questo modo avrebbero potuto annullare alcuni vantaggi tecnologici della coalizione. Tentarono di adottare la dottrina sovietica sviluppata negli anni cinquanta per gli attacchi in massa, ma l'implementazione fallì a causa della scarsa preparazione dei comandanti e degli attacchi aerei preventivi statunitensi contro bunker e centri di comunicazione.

## Controversie

### Sindrome della guerra del Golfo
Molti soldati della coalizione una volta rientrati in patria hanno sviluppato problemi di salute in seguito alle loro azioni durante la guerra, un fenomeno noto come sindrome della guerra del Golfo. Sintomi comuni includono CFS, fibromialgia e disordini gastrointestinali. Si sono avute molte speculazioni e opinioni contrarie circa le cause della malattia e la possibilità che sia collegata a difetti di nascita. Ricercatori hanno scoperto che i figli di veterani maschi della guerra del 1991 avevano probabilità più alte di avere due tipi di difetti della valvola cardiaca. Alcuni figli di veterani nati dopo la guerra del Golfo hanno mostrato alcuni difetti renali che non sono stati trovati nei figli dei veterani nati prima della Guerra. I ricercatori hanno affermato che non avevano informazioni a sufficienza per collegare i difetti di nascita all'esposizione a sostanze tossiche.

### Effetti dell'uranio impoverito

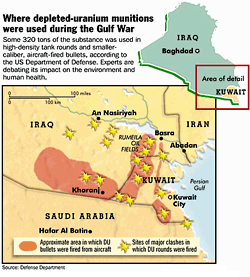
Area approssimata che mostra dove vennero utilizzati i proiettili contenenti uranio impoverito

L'uranio impoverito fu utilizzato nella guerra nei proiettili perforanti e nelle munizioni dei cannoni da 20–30 mm. L'uranio impoverito è un metallo pesante la cui tossicità è analoga ad altri metalli come il piombo e il tungsteno, e il suo uso fu indicato come un fattore decisivo in molti problemi di salute sia nei soldati angloamericani sia nelle popolazioni civili, anche se la comunità scientifica non ha raggiunto un parere unanime.
Tra 320 e 800 tonnellate di uranio impoverito sono state sparate dalla coalizione. Tra il 1994 e il 2003, il numero di difetti di nascita per 1 000 nati vivi nella maternità di Bassora è aumentato di 17 volte, da 1,37 a 23 nello stesso ospedale. Nel 2004, l'Iraq aveva i tassi di leucemia e linfoma più alti del mondo.

### L'Autostrada della Morte
Nella notte tra il 26 e il 27 febbraio 1991, le forze irachene in fuga iniziarono a lasciare il Kuwait attraverso l'autostrada a nord di Al Jahra. Una colonna di circa 1 400 veicoli militari e civili venne attaccata dai caccia dell'aeronautica e della marina statunitense. L'attacco, molto controverso, distrusse tutto il vasto convoglio, attraverso un bombardamento durato diverse ore. Alcuni veicoli del convoglio erano rubati e carichi di bottini di guerra provenienti dal Kuwait.
Alcune fonti sostengono l'ipotesi che gli iracheni abbiano abbandonato le auto prima di essere stati bersagliati come il Foreign Policy Research Institute, il quale afferma inoltre che le perdite nemiche sarebbero state basse, altre quale Robert Fisk dell'Independent sostengono sia stato invece un massacro.

### Abusi sui prigionieri di guerra della coalizione
La televisione irachena mostrò alcuni prigionieri di guerra con visibili segni di abusi mentre ripudiavano la coalizione, come i britannici John Nichol e John Peters. Tra questi, furono presi come prigionieri anche gli italiani Maurizio Cocciolone e Gianmarco Bellini.

### Attraversamento dei confini iracheni
Alcune forze irachene che attraversarono il confine con il Kuwait si stavano ritirando, ma le forze della coalizione continuarono a inseguire e attaccare i resti delle forze irachene in ritiro attraverso il territorio iracheno. Il mandato ONU richiedeva l'espulsione delle forze militari di Saddam Hussein dal Kuwait, e secondo alcuni non autorizzava l'attacco nel territorio iracheno. Qualche ufficiale militare giustificò l'attacco evidenziando la necessità di prevenire il raggruppamento e la riorganizzazione di un contrattacco delle forze irachene.

## Perdite
| Paese          | Totale | Battaglia | Incidente | Fuoco amico |
| -------------- | ------ | --------- | --------- | ----------- |
| Stati Uniti    | 294    | 113       | 145       | 35          |
| Regno Unito    | 47     | 38        | 0         | 9           |
| Francia        | 9      | 9         | 0         | 0           |
| Arabia Saudita | 24     | 18        | 6         | 0           |
| Kuwait         | 1      | 1         | 0         | 0           |
| Egitto         | 11     | 0         | 5         | 0           |
| Siria          | 2      | 0         | 0         | 0           |

### Perdite nella coalizione
Il Dipartimento della Difesa statunitense riferì la perdita di 113 soldati statunitensi in battaglia e un pilota disperso (Michael S. Speicher, identificato solo il 2 agosto 2009, 19 anni dopo l'inizio dell'invasione irachena del Kuwait), altri 145 militari statunitensi morirono in incidenti non legati a combattimenti. Il Regno Unito accusò la perdita di 38 soldati morti in battaglia, la Francia 9 e le nazioni arabe 47.
Il numero di feriti della coalizione fu di 776 in combattimento, tra cui 467 statunitensi. Tuttavia, nell'anno 2000, 183 000 veterani statunitensi della guerra del Golfo, più di un quarto delle truppe che vennero inviate nel Golfo, fu dichiarata affetta da invalidità permanenti dal Department of Veterans Affairs. Circa il 30% delle 700 000 persone che servirono nelle forze statunitensi durante la guerra soffrono attualmente di gravi sintomi le cui cause sono da attribuire all'utilizzo di uranio impoverito e altri elementi tossici utilizzati dalle forze della Coalizione.

#### Fuoco amico
Mentre il conto dei morti tra le forze della coalizione che parteciparono a battaglie contro gli iracheni fu relativamente basso, molti incidenti fatali avvennero a causa di attacchi accidentali da parte di forze amiche. Dei 147 soldati statunitensi morti in battaglia, il 24% fu ucciso dal fuoco amico. Altri 11 morirono nell'esplosione di munizioni alleate. 9 soldati britannici furono uccisi dall'attacco di un A-10 Thunderbolt II che aveva scambiato i loro trasporti per mezzi nemici.

### Perdite irachene
Delle prime stime stabilirono la morte di 100 000 iracheni, mentre altre quantificarono tra le 20 000 e le 35 000 perdite irachene e altre ancora 200 000. Un rapporto commissionato dall'aeronautica statunitense stimò le morti irachene in combattimento tra le 10 000 e le 12 000 unità durante la campagna aerea e 10 000 nella campagna di terra; questi dati si basarono sui rapporti dei prigionieri di guerra.
Il governo iracheno affermò che 2 300 civili morirono durante la campagna aerea, molti dei quali durante l'attacco degli F-117 su un edificio a Baghdad che era contemporaneamente un centro militare per le comunicazioni e un riparo per i civili.
In base al Project on Defense Alternatives study, 3 663 civili iracheni e tra 20 000 e 26 000 militari vennero uccisi nel conflitto.
La distruzione delle centrali idroelettriche e di altre centrali ha portato allo scoppio di epidemie di gastroenterite, colera e tifo impedendo il funzionamento dell'acqua potabile e degli impianti di trattamento delle acque reflue. Di conseguenza, 100 000 civili sono stati colpiti indirettamente, mentre il tasso di mortalità infantile è raddoppiato. L'Organizzazione Mondiale della Sanità (OMS) ha registrato un forte aumento dei casi di colera e tifo negli anni '90. Il rapporto di una missione delle Nazioni Unite guidata dal sottosegretario Martti Ahtisaari, inviata nel marzo 1991 per valutare i bisogni umanitari dell'Iraq, descriveva lo stato del paese come "quasi apocalittico".
Un altro rapporto delle Nazioni Unite, del 1999, sottolinea gli effetti a lungo termine di questa campagna di bombardamenti, che ha distrutto la maggior parte delle infrastrutture necessarie alla sopravvivenza della società (acqua, elettricità, ospedali, ecc.). Secondo il rapporto, il tasso di mortalità per parto è passato da 50 per 100 000 nel 1989 a 117 nel 1997, mentre il tasso di mortalità infantile (inteso come comprendente i bambini sotto i 5 anni) è aumentato nello stesso periodo da 30 per 1 000 a più di 97 per 1 000; tra il 1990 e il 1994, era aumentato di 62 volte. Prima della guerra, nel 1990, l'Iraq produceva circa 8 900 milioni di watt; nel 1999 questa cifra si era ridotta a 3 500. Questa drastica riduzione è dovuta sia ai bombardamenti aerei che alle sanzioni economiche applicate successivamente dall'ONU (risoluzione n. 661 del Consiglio di Sicurezza dell'ONU; la risoluzione 687 dell'aprile 1991 permetteva l'invio di cibo e forniture mediche, ma non dei materiali necessari per ricostruire la rete elettrica e di acqua potabile). La difficoltà principale sta nel distinguere tra le morti indirette causate dai bombardamenti e quelle causate dalle sanzioni, che hanno impedito la ricostruzione del Paese.

### Perdite civili irachene
L'aumento dell'importanza degli attacchi aerei compiuti con aerei e missili da crociera ha lasciato molte polemiche sul livello delle morti civili causate nelle prime fasi della guerra. Nelle prime 24 ore vennero compiute più di 1 000 uscite, la maggior parte contro bersagli a Baghdad. La città subì dei forti bombardamenti poiché era la base del potere del presidente Hussein e del complesso di comando e controllo militare iracheno.
Durante la lunga campagna di bombardamenti che precedette la campagna di terra, molti attacchi aerei causarono perdite tra i civili. In un episodio, i bombardieri stealth attaccarono un bunker ad Amirya, in cui si erano rifugiati dei civili. Tra i 200 e i 400 civili morirono nell'attacco e montarono delle polemiche sullo status del bunker, che secondo alcuni era un riparo civile, mentre altri riferirono che era un centro per le comunicazioni militare e i civili furono deliberatamente spostati lì per essere usati come scudi umani. Una ricerca guidata da Beth Osborne Daponte ha stabilito che le morti tra i civili raggiunsero le 100 000 unità.

## Il dopoguerra
Le perdite in combattimento dalla Coalizione ammontano in tutto a 213 soldati (146 statunitensi, stando alle dichiarazioni dell'ex-vicepresidente Dick Cheney in un'intervista del 1994). Quelle irachene invece sono più difficili da stimare: le valutazioni variano da circa 20 000 a oltre 100 000 morti, fra cui diverse migliaia di civili.
Il presidente statunitense Bush si attenne al mandato dell'ONU, evitò di penetrare in profondità in territorio iracheno e di rovesciare il regime di Saddām; questo anche per timore che un vuoto di potere portasse a una situazione ancora peggiore (come una guerra civile in Iraq, o un allineamento fra Iran e Iraq). Bush optò invece per una politica di contenimento:
- Costrinse l'Iraq a rinunciare alle armi di distruzione di massa (Weapons of Mass Destruction o WMD: armi chimiche, biologiche e nucleari) e ai missili a medio-lungo raggio. Nel 1991 gli ispettori dell'ONU incaricati di verificare l'effettivo disarmo iracheno scoprirono diversi programmi "proibiti" (uno dei quali avrebbe potuto portare a una bomba nucleare in pochi anni), che furono largamente smantellati. Tuttavia il timore che potessero essere ripresi fece proseguire le ispezioni fino al dicembre 1998, quando Saddām espulse gli ispettori con l'accusa di essere spie statunitensi. Nel 2002, in seguito all'attentato alle Torri Gemelle gli ispettori poterono rientrare in Iraq ma non trovarono mai prove circa la presenza di quelle armi.
- I paesi della regione acconsentirono a ospitare basi statunitensi, che servirono alle aviazioni di USA e UK per imporre all'Iraq due no fly zones (regioni entro le quali l'ONU aveva vietato i voli militari iracheni), una nel nord e una nel sud del Paese. Quella settentrionale favorì la formazione di un'entità curda quasi indipendente da Baghdad; quella meridionale non impedì la repressione della ribellione degli sciiti del sud. Fra il 1991 e il 2003 le no fly zones portarono a numerose scaramucce (come i bombardamenti di postazioni contraeree irachene).
- Evitò di abolire le sanzioni economiche imposte nell'agosto 1990, per rendere impopolare il regime e per ostacolarne il riarmo. Più tardi le nefaste conseguenze delle sanzioni sulla popolazione irachena spinsero a un loro leggero allentamento attraverso l'introduzione del programma Oil for Food, che permetteva all'Iraq di vendere petrolio in cambio di generi di prima necessità.

Questa politica fu proseguita senza grandi cambiamenti dall'amministrazione Clinton (1993-2000).
Tuttavia con l'ascesa alla presidenza statunitense del secondo presidente Bush (2001), e specialmente dopo gli attentati terroristici dell'11 settembre 2001, gli Stati Uniti si dimostrarono sempre più insofferenti di questa situazione, tanto che nel 2003 raccolsero una seconda coalizione, rovesciando il regime di Saddam Hussein (si veda guerra in Iraq).

## La guerra del Golfo nella cultura di massa
La guerra del Golfo ha ispirato dischi e canzoni di protesta, quali:
- La musicassetta Baghdad 1.9.9.1. a cura del collettivo italiano Uniti contro la guerra (1991)
- L'EP Baghdad degli Offspring (1991)
- La Bomba Intelligente, dei 99 Posse (1994)
- Saddammusciá, di Federico Salvatore (1991)
- Let There Be Peace, di Donna Summer (1991)
- Il video ufficiale della canzone Afraid to shoot Strangers della band inglese Iron Maiden è ispirato a questa Guerra, il video è un crescendo, parte dalle dichiarazioni di ultimatum per terminare al ritiro vittorioso delle truppe dell'ONU.
- La prima versione del videoclip di Innuendo dei Queen del 1991 mostrava delle immagini della Guerra del Golfo ma negli Stati Uniti le televisioni censurarono questa prima versione.

### Film e documentari
- The Heroes of Desert Storm (1991), regia di Don Ohlmeyer
- Navy Seals: giovani eroi (1992), regia di Shimon Dotan
- To Sell a War (1992), regia di Neil Docherty
- Il coraggio della verità (1996), regia di Edward Zwick
- Uncle Sam (1996), regia di William Lustig
- The One That Got Away (1996), regia di Paul Greengrass
- Three Kings (1999), regia di David O. Russell
- Bravo Two Zero (1999), regia di Tom Clegg
- Live from Baghdad (2002), regia di Mick Jackson
- Retour à Babylone (2002), regia di Abbas Fahdel
- The Manchurian Candidate (2004), regia di Jonathan Demme
- Jarhead (2005), regia di Sam Mendes
- L'Aube du monde (2008), regia di Abbas Fahdel
- Shiva (2008), regia dei fratelli Ronit e Shlomi Elkabetz